# Frente Revolucionario Democrático Cubano
El Frente Revolucionario Democrático Cubano fue una organización de exiliados cubanos anticastristas fundada en mayo de 1960, con sede inicial en México.
Inicialmente conocido como Frente Revolucionario Democrático (FRD) fue compuesto por cinco grupos anticastristas. El ala militar del FRD se denominó como Brigada de Asalto 2506, conocido por participar en la Invasión de Bahía de Cochinos.

## Historia
El exiliado cubano Sergio Arcacha Smith, fue jefe del capítulo del FRD en Nueva Orleans. En diciembre de 1960, Arcacha Smith abrió una oficina en el edificio Balter en el 403 Camp Street, habitación 207. Este fue el edificio donde el activista anticastrista y acusado de conspirar para asesinar a John F. Kennedy, Guy Banister había tenido su oficina hasta julio de 1960. 
En octubre de 1961, el FRD fue absorbido por el Consejo Revolucionario Cubano, y Arcacha trasladó su oficina a la calle 544 Camp Street durante varios meses. Arcacha fue obligado a dejar su cargo en 1962, a votación de otros exiliados locales anticastristas.